# Bränntjärnen (Sundborns socken, Dalarna)
Bränntjärnen är en sjö i Falu kommun i Dalarna och ingår i Gavleåns huvudavrinningsområde. Sjöns area är 0,042 kvadratkilometer och den är belägen 191 meter över havet.